# Critica letteraria
La critica letteraria è l'insieme di strumenti teorici e pratici, contenuti e studi, giudizi e spiegazioni, dedicati alla valutazione della letteratura, in generale o in riferimento a specifiche opere letterarie o insiemi di opere. Gli interventi estemporanei e la produzione di opere di critica letteraria si sono articolati attorno a diverse metodologie, che hanno segnato in epoche diverse numerosi spunti di definizione sistematica.

## Definizione
Con riferimento all'esistenza di una metodologia della critica letteraria e all'impegno specifico di autori e studiosi della letteratura dal punto di vista della critica, la critica letteraria, e il saggio letterario nella fattispecie, sono un genere letterario. Se la critica letteraria sia un campo di indagine separato dalla teoria della letteratura, o meno, è una questione controversa. The Johns Hopkins Guide to Literary Theory and Criticism, ad esempio, non fa alcuna distinzione tra teoria letteraria e critica letteraria e usa i due termini come sinonimi per definire la medesima idea.
Il metodo della critica letteraria è influenzato direttamente dalla storia e della teoria critica. Il metodo è, allo stesso tempo, l'attualizzazione storica di una visione teorica della letteratura. Il formalismo, la filologia, gli studi culturali, la geocritica, la psicoanalisi sono metodi critici in quanto sono modi di lettura della letteratura fondati sulla teoria della psicoanalisi interconnessa alla storicità della lettura critica attraverso la quale si legge la letteratura.
Il metodo nasce quindi dall'intersezione di una determinata storicità con un universo di riferimenti concettuali che maggiormente si avvicinano a quel vissuto storico. Il vissuto rientra a sua volta nell'indagine critica, tale da restituire, attualizzata alla lettura del critico, il prodotto di un'elaborazione personale, secondo gli schemi del metodo, che finiscono per restituirci indagini critiche di grande spessore.
Secondo William Kurtz Wimsatt Junior e Cleanth Brooks, "poiché i poeti hanno una forte tendenza a formulare giudizi intorno alla propria arte e a far uso di questi giudizi come facenti parte del messaggio dei propri componimenti, potremmo rinvenire teorie letterarie di qualche sorta fin dall'epoca cui risalgono i primi componimenti poetici". Ciò vale anche per i narratori, poiché, secondo Roland Barthes, "l'autore (materiale) di un racconto non può minimamente confondersi con il narratore [...] chi parla (nel racconto) non è chi scrive (nella vita) e chi scrive non è chi è". Esiste insomma un problema di definizione del soggetto autore di quell'artefatto verbale su cui si esercita una lettura critica già al momento della scrittura.
Pur essendo autore, con l'immaginazione di un possibile lettore o fruitore della propria opera (quel che ha portato al concetto di lettore modello), chi scrive è già critico di sé stesso. Secondo Umberto Eco, il testo letterario è "un prodotto la cui sorte interpretativa deve far parte del proprio meccanismo generativo".
In occidente, probabilmente, i primi componimenti di critica letteraria risalgono ai commenti medioevali sulla Bibbia e alla riscoperta dei classici, che porterà all'esegesi biblica e all'Umanesimo, due manifestazioni di rispetto del testo, posto a livello superiore della propria lettura, quasi si trattasse di fare agiografia del testo. Uno dei fenomeni di valorizzazione del testo è quello del Talmud, che nell'intreccio di parole tra Torah, Mishnah e Ghemarah offre anche una discussione di critica interpretativa.
Si può confrontare il fenomeno con lo sviluppo in ambito cristiano dell'allegoria, nella patristica e nella scolastica. Leggere equivale a commentare e fare filologia insieme a teologia, fino a quando, con il confronto tra latino e volgare, si può anche inserire, nel tentativo di definire l'origine della critica, anche una preistoria della teoria della traduzione.
Il metodo è importante in materia di critica perché costituisce un supporto teorico all'analisi critica e allo stesso tempo produce conoscenza. L'oggetto della critica letteraria è la produzione di conoscenza sull'arte della letteratura che, per quanto storica, costituirà in sé un unicum di conoscenza e un apporto importante all'interpretazione dei significati che l'umanità si pone come argomento dell'arte e della simbologia dell'essere.

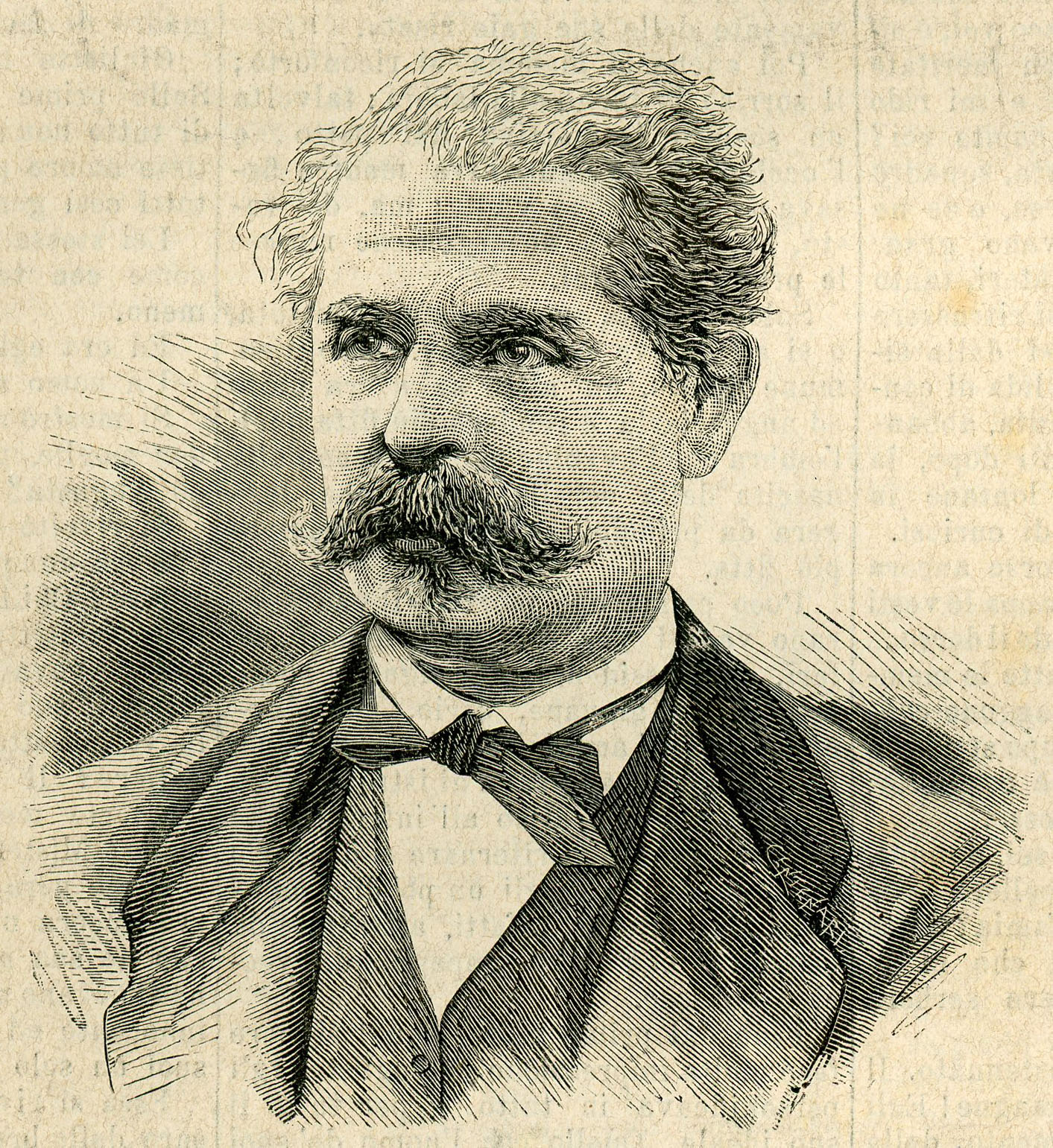
Il critico letterario Francesco De Sanctis

Secondo Francesco De Sanctis esistono due tipi di critica letteraria: la critica letteraria propriamente detta, ovvero il giudizio e la critica di libri che sono passati alla storia o che comunque hanno ottenuto un buon successo di lettori e che sono usciti da diverso tempo, e la critica pedante, ovvero la critica letteraria da parte di pensatori e opinionisti che giudica le nuove opere letterarie, cioè i nuovi libri usciti in libreria, che affidano il loro talento critico per segnalare le opere belle e le opere brutte ai lettori comuni.
Prima di contemplare il mondo poetico lo hanno giudicato : gl'impongono le loro leggi in luogo di studiar quelle che il poeta gli ha date. .... Critica perfetta è quella in cui i diversi momenti (per i quali è passata l'anima del poeta) si conciliano in una sintesi di armonia.
Il critico deve presentare il mondo poetico rifatto ed illuminato da lui con piena coscienza, di modo che la scienza vi presti, sì, la sua forma dottrinale, ma sia però come I'occhio che vede gli oggetti senza però vedere sé stesso. La scienza, come scienza, è, forse, filosofia, ma non è critica»
(Francesco De Sanctis, Saggi Critici, Morano, Napoli 1874)

## Critica letteraria storicista e critica letteraria sociologica
La critica storicista è stata praticata da grandi studiosi come Francesco De Sanctis e Benedetto Croce. Essa mette a confronto lo scritto da esaminare con gli scritti e la società che descrive.
La critica sociologica evidenzia la società e la struttura sociale di una società moderna o passata. Uno dei più grandi critici sociologici è stato sicuramente Arnold Hauser.
Anche Francesco De Sanctis, nella sua opera "Storia della letteratura italiana", dà un grande esempio di alta critica storicista e sociologica.

## Critica letteraria marxista
La critica letteraria marxista è fortemente influenzata dai pensieri di Karl Marx. Questa critica ha moltissimi obiettivi e finalità. Il principale è quello di correlare la critica storicista a quella sociologica, confrontando la struttura sociale descritta nel libro con la vera gerarchia sociale dell'epoca a cui il libro si riferisce. Due sono i concetti principali di questa critica: il primo è quello di "realismo" (riproduzione fedele delle società passate), il secondo è quello di "tipicità" (dove si criticano, correlandoli insieme, i tratti della società e il comportamento dei personaggi nelle situazioni che possono succedere soltanto in quella società).
I più grandi critici letterari marxisti furono György Lukács, Lev Trotsky, Raymond Williams, Antonio Gramsci e Fredric Jameson.

## Critica letteraria linguistica, delle strutture formali e stilistica
I Formalisti erano coloro che si caratterizzavano per una rigorosa messa in luce del carattere artistico della letteratura. La teoria del metodo formale restituì alla letteratura il ruolo di oggetto autonomo della ricerca, dato che liberò la letteratura dal suo condizionamento storico e sottolineò il suo rendimento funzionale come somma di tutti gli artifici stilistici adottati, facendo cadere la distinzione tra poesia e letteratura. Nella sua funzione pratica, la lingua rappresenta tutti gli altri condizionamenti storici e sociali dell'opera letteraria. La distinzione tra lingua poetica e pratica creò la percezione artistica che spezzò il legame tra letteratura e realtà della vita. La ricezione dell'arte non ha più sede nella consapevolezza del bello, ma esige che si identifichi la forma dell'oggetto e il procedimento per la sua creazione. Un altro merito della scuola formalistica è che la storicità della letteratura viene presa di nuovo in considerazione, l'opera d'arte viene percepita contro lo sfondo di altre opere ed in associazione con esse, e quindi la si deve considerare in rapporto con altre forme già preesistenti. La scuola formalista cerca di una via per tornare al concetto di storia nella letteratura: l'analisi dell'evoluzione letteraria scopre nella storia della letteratura “un'auto generazione dialettica di nuove forme”, inoltre viene rifiutato lo spirito oggettivo. L'evoluzione letteraria consiste nella creazione di nuove forme letterarie che spingono alla periferia le precedenti e che a loro volta verranno messe da parte da forme letterarie più evolute; quindi bisogna concepire l'opera d'arte nella sua storia, cioè all'interno della sua storia letteraria definita in continua evoluzione. L'evoluzione della letteratura va determinata attraverso il suo rapporto con il processo generale della storia.

## Critica letteraria psicoanalitica
La critica psicoanalitica nasce dai testi scientifici di Sigmund Freud, le cui scoperte sull'inconscio, furono applicate all'autore, per scoprire le cause più intime che portavano quest'ultimo alla creazione di un'opera.
Più che Freud, furono i suoi discepoli ad applicare il metodo.
Troviamo come esempio di applicazione del metodo, il saggio di Marie Bonaparte del 1933 su Edgar Allan Poe, in cui attraverso una semplificazione eccessiva, si tese a estrapolare dal testo verso la psiche di Poe, tratti patologici per lo più non verificabili come necrofilia e tendenza incestuosa.
Si usava anche utilizzare l'analisi del personaggio, spesso guardato come reale. Un esempio è la lettura chiave edipica dell'Amleto da parte di Ernest Jones (1949)
In Italia, il critico che più assimilò le visioni di Freud, fu Debenedetti, volto a ricostruire i motivi ispiratori di grandi opere, attraverso un'analisi a più livelli: biografico, tematico e linguistico.

## Italia
Tre sono i grandi personaggi che hanno influenzato il linguaggio della critica e della filologia in Italia nella prima metà del Novecento: Benedetto Croce, Renato Serra e Giovanni Gentile (quest'ultimo in minor modo). Se nei primi decenni del Novecento le tendenze dominanti furono quelle derivate dal positivismo e dallo spiritualismo franco-tedesco ruotanti intorno alle posizioni crociane, dalla metà degli anni trenta affiorò la critica "ermetica". Nel secondo dopoguerra ritrovarono vigore la filologia ed il metodo storico, mentre il pensiero marxista ha attraversato l'intero campo della critica influenzandone vasti ambiti.